# 克尼亞扎 (茲韋尼戈羅德卡區)
49°3′11″N 31°12′49″E / 49.05306°N 31.21361°E
克尼亞扎（烏克蘭語：Княжа）是位於烏克蘭中部的村莊，由切爾卡瑟州裡茲韋尼霍羅德卡區的茲韋尼霍羅德卡市鎮負責管轄。該村始建於1732年，面積32.6平方公里，海拔高度186米，2009年人口1,480，人口密度每平方公里45.4人。